# Novodnistrovsk
Novodnistrovsk (ukrajinsky Новодністровськ, rusky Новоднестровск – Novodněstrovsk) je město v Černovické oblasti na Ukrajině. Žije v něm přibližně 11 tisíc obyvatel.

## Poloha a doprava
Novodnistrovsk leží na pravém, západním břehu Dněstru, který zde tvoří hranici mezi Černovickou a Vinnyckou oblastí a který je zde přehrazen hrází Dněsterské přečerpávací elektrárny, po které zároveň vede silnice spojující oba břehy. Od Černovic je Novodnistrovsk vzdálen přibližně 116 kilometrů severovýchodně.

## Dějiny
Sídlo zde bylo založeno 3. dubna 1973 z rozhodnutí ministerstva energetiky Sovětského svazu v souvislosti s výstavbou Dněsterské přečerpávací elektrárny. V roce 1975 získalo status sídlo městského typu a od roku 1982 je městem. Dříve bylo součástí Sokyrjanského rajónu a od roku 2000 bylo pod přímou oblastní správou. Po administrativně-teritoriální reformě v červenci 2020 patří do nově vzniklého Dněsterského rajónu.